# Иоганн Август (князь Ангальт-Цербста)
Иоганн Август Ангальт-Цербстский (нем. Johann August von Anhalt-Zerbst; 29 июля 1677, Цербст — 7 ноября 1742, там же) — князь Ангальт-Цербста в 1718—1742 годах, представитель Асканиев.

## Биография
Иоганн Август — старший сын князя Карла Вильгельма Ангальт-Цербстского и его супруги Софии Саксен-Вейсенфельской, дочери герцога Августа. Своим именем он обязан двум своим дедам.
Иоганн Август получил основательное образование и побывал в образовательной поездке в Нидерландах, Франции и Англии. С 1699 года отец стал привлекать сына к управлению княжеством. По случаю женитьбы на Фридерике Саксен-Гота-Альтенбургской, дочери герцога Фридриха I, состоявшейся 25 мая 1702 года в Цербсте, Иоганн Август обзавёлся собственным двором. Супруга Иоганна Августа, прослывшая умной и красивой женщиной, умерла рано, уже 1709 году. В 1715 году Иоганн Август женился во второй раз на Гедвиге Фридерике Вюртемберг-Вейльтингенской.
Иоганн Август принял на себя управление княжеством в 1718 году после смерти отца. Он был известен своей благотворительностью и осторожностью. В мирные годы своего правления получили развитие и страна, и резиденция Цербст.
Оба брака Иоганна Августа остались бездетными, и со смертью князя прервалась основанная князем Рудольфом линия Ангальт-Цербст. Наследниками Иоганна Августа в Ангальт-Цербсте стали Иоганн Людвиг и его брат Кристиан Август.